# Landkreis Aue-Schwarzenberg
Der Landkreis Aue-Schwarzenberg (bis 1995 Westerzgebirgskreis) war ein Landkreis im Südwesten des Freistaates Sachsen. Er bildet seit 2008 den westlichen Teil des neugeschaffenen Erzgebirgskreises.

## Geographie
Der Landkreis Aue-Schwarzenberg lag im Westen des sächsischen Erzgebirges. Seine höchste Erhebung war der 1019 m hohe Auersberg zwischen Eibenstock und Johanngeorgenstadt. Größter Fluss war die Zwickauer Mulde, die den Landkreis von Süden nach Norden durchfloss und dabei die Stadt Aue passierte. Die Nachbarkreise waren im Norden der Landkreis Zwickauer Land und der Landkreis Stollberg, im Osten der Landkreis Annaberg, im Süden der tschechische Verwaltungsbezirk Karlsbad (Karlovarský kraj) und im Westen der Vogtlandkreis.

## Wirtschaft
Der Landkreis bezeichnete sich selbst als „Wiege der Umformtechnik“ und war vor allem in der metallverarbeitenden Industrie mit einer Reihe mittelständischer Unternehmen vertreten. Bereits seit der ersten Hälfte des 20. Jahrhunderts war die Region im Tourismus engagiert und zog vor allem in den Wintermonaten zahlreiche Besucher an.

## Geschichte
Ein Großteil der Gemeinden des Landkreises verdankte seine Existenz der allmählichen Besiedlung des Erzgebirges, die in der zweiten Hälfte des 12. Jahrhunderts begann. Die Städte Schneeberg und Johanngeorgenstadt hingegen sind deutlich jünger. Die eine entstand, wie auch einige ihrer benachbarten Gemeinden, in der Folge des aufkommenden Bergbaus, die andere als Siedlung von Exulanten aus dem benachbarten Böhmen.
Nach dem Zweiten Weltkrieg 1945 wurden einige Städte und Gemeinden für einige Wochen weder durch die sowjetischen noch durch die amerikanischen Besatzungstruppen besetzt (siehe „Freie Republik Schwarzenberg“).
Der Landkreis entstand infolge der Kreisreform am 1. August 1994 durch Zusammenlegung der Landkreise Aue und Schwarzenberg. Er hieß zunächst Westerzgebirgskreis und wurde am 1. Januar 1995 in Landkreis Aue-Schwarzenberg umbenannt.
Im Zuge einer erneuten Verwaltungsreform in Sachsen schlossen sich die Landkreise Annaberg, Aue-Schwarzenberg, Mittlerer Erzgebirgskreis und Stollberg am 1. August 2008 zum Erzgebirgskreis zusammen.

## Politik

### Landrat
Landrat des Kreises Aue-Schwarzenberg war die gesamte Zeit über Karl Matko (CDU).

### Kreistag
Die 58 Sitze im letzten Kreistag (2004–2008) verteilten sich folgendermaßen auf die einzelnen Parteien:
| Partei | Sitze |
| CDU    | 30    |
| LINKE  | 11    |
| FWV    | 7     |
| SPD    | 5     |
| FDP    | 3     |
| DSU    | 1     |
| GRÜNE  | 1     |

## Partnerschaften
Der Kreis Aue-Schwarzenberg unterhielt folgende Partnerschaften:
- Landkreis Ansbach, Bayern (seit 1990)
- Landkreis Neustadt an der Aisch-Bad Windsheim, Bayern (seit 1990)
- Gebietsgemeinde Karlovy Vary, Tschechien (seit 1991)

## Städte und Gemeinden
(Einwohnerzahlen vom 31. Dezember 2006)
| Städte 1. Aue (18.209) 2. Eibenstock (6.440) 3. Grünhain-Beierfeld (6.603) 4. Johanngeorgenstadt (5.199) 5. Lauter/Sa. (4.927) 6. Lößnitz (10.184) 7. Schneeberg (16.380) 8. Schwarzenberg/Erzgeb., Große Kreisstadt (19.474) | Gemeinden 1. Bad Schlema (5.451) 2. Bernsbach (4.562) 3. Bockau (2.600) 4. Breitenbrunn/Erzgeb. (6.337) 5. Raschau-Markersbach (ca. 5800) 6. Schönheide (5.283) 7. Sosa (2.137) 8. Stützengrün (3.771) 9. Zschorlau (5.847) |

Verwaltungsgemeinschaften
- Verwaltungsgemeinschaft Eibenstock mit den Mitgliedsgemeinden Stadt Eibenstock und Sosa
- Verwaltungsgemeinschaft Zschorlau mit den Mitgliedsgemeinden Bockau und Zschorlau

## Kfz-Kennzeichen
Am 1. August 1994 wurde dem Landkreis das seit dem 1. Januar 1991 für den Landkreis Aue gültige Unterscheidungszeichen AU zugewiesen. Es wurde am 1. Januar 1995 vom neuen Unterscheidungszeichen ASZ abgelöst. Dieses wurde bis zum 31. Juli 2008 ausgegeben. Seit dem 9. November 2012 ist es durch die Kennzeichenliberalisierung im Erzgebirgskreis erhältlich.
Bis etwa zum Jahr 2000 erhielten Fahrzeuge aus dem Altkreis Schwarzenberg ASZ-Kennzeichen mit den Buchstaben A bis Z und den Zahlen von 1 bis 999.